# O Gerente
O Gerente é um filme brasileiro de 2011, do gênero drama, dirigido por Paulo César Saraceni.
O filme é protagonizado pelo ator Ney Latorraca e conta ainda com Othon Bastos, Nelson Xavier, Roberto Bonfim e Letícia Spiller no elenco.
Direção de arte de Alexandre Meyer e figurinos de Marília Carneiro e Karla Monteiro .

## Sinopse
Nos anos 50 um gerente de banco vive constrangendo as pessoas devido a um fetiche de morder as mãos das mulheres. O filme é baseado em conto homônimo de Carlos Drummond de Andrade

## Elenco
- Ney Latorraca
- Letícia Spiller
- Joana Fomm
- Othon Bastos
- Roberto Bonfim
- Nelson Xavier
- Ana Maria Nascimento e Silva
- Paulo César Pereio
- Nildo Parente
- Maria Lúcia Dahl
- Djin Sganzerla
- Simone Spoladore
- Adriana Bombom
- Ricardo Schöpke